# Жиньо
Жиньо, Жіньо (фр. Gignod) — муніципалітет в Італії, у регіоні Валле-д'Аоста.
Жиньо розташоване на відстані близько 600 км на північний захід від Рима, 6 км на північ від Аости.
Населення — 1677 осіб (2014).
Щорічний фестиваль відбувається 13 січня. Покровитель — Иларий Пиктавийский.

## Демографія
Населення за роками:

Станом на 1 січня 2023 року в муніципалітеті офіційно проживали 72 іноземці з 21 країни, серед них 17 громадян країн Євросоюзу та 4 громадяни України.

## Сусідні муніципалітети
- Аллен
- Аоста
- Дуе
- Етрубль
- Руазан
- Сен-Уайен
- Сен-П'єр
- Сен-Ремі-ан-Босс
- Сарр